# Eleição presidencial em Artsaque em 2020
As eleições presidenciais foram realizadas na República de Artsaque, juntamente com as eleições parlamentares, em 31 de março de 2020, com um segundo turno da eleição presidencial em 14 de abril. Os eleitores elegeram o presidente e 33 membros da Assembleia Nacional. Foi a primeira vez que o Presidente e a Assembleia Nacional foram eleitos ao mesmo tempo.
A aliança Pátria Livre - UCA, Pátria Unida, Justiça, ARF, e o Partido Democrata conquistaram assentos na Assembleia Nacional. Nenhum partido conquistou a maioria dos assentos, o que significa que as conversações de coalizão provavelmente serão realizadas dentro dos partidos.
O candidato presidencial Arayik Harutyunyan ficou em primeiro lugar no primeiro turno das eleições presidenciais. Um segundo turno entre ele e o atual ministro das Relações Exteriores, Masis Mayilyan, será realizado em 14 de abril de 2020. No entanto, Masis Mayilyan fez um anúncio instando o povo de Artsaque a não participar do segundo turno das eleições, a fim de evitar a disseminação do COVID-19. Como resultado, a maioria dos eleitores maias do primeiro turno não votou, e a participação no segundo turno diminuiu em quase 30%. No entanto, a maioria dos eleitores de Harutyunyan retornou às urnas para o segundo turno, apesar do apelo para evitar a disseminação do COVID-19, dando-lhe uma ampla margem de vitória no segundo turno.

## Fundo
As eleições presidenciais estavam inicialmente programadas para serem realizadas pelo voto popular em 2017, cinco anos após as eleições de 2012. No entanto, após um referendo constitucional em 2017, o país mudou de um sistema semi-presidencial para um sistema presidencialista. Como resultado, nas eleições presidenciais de 2017, a Assembleia Nacional reelegeu Bako Sahakyan como presidente pelos próximos três anos até as eleições gerais.
O presidente em exercício Bako Sahakyan declarou que não concorreria às eleições.

## Sistema eleitoral
O Presidente de Artsaque é eleito usando o sistema de dois turnos. Se um candidato tiver mais de 50% dos votos, ele ou ela é declarado eleito. Se o limite de 50% não for cumprido por nenhum candidato, um segundo turno de votação será realizado. No segundo turno, apenas os dois candidatos mais populares do primeiro turno podem participar. O vencedor do segundo turno é eleito Presidente de Artsaque.
Os membros da Assembleia Nacional serão eleitos por representação proporcional,com entre 27 e 33 deputados; o número será definido pelo Código Eleitoral.

## Candidatos presidenciais
- Arayik Harutyunyan, conselheiro presidencial, ex-primeiro-ministro e ministro de Estado
- Masis Mayilyan, atual Ministro das Relações Exteriores; oficialmente um candidato independente, mas apoiado pela NAA  e endossado pelo partido UM de Samvel Babayan
- Vitaly Balasanyan, ex-secretário do Conselho nacional de Segurança de Artsaque
- Ashot Ghulian, presidente em exercício da Assembleia Nacional de Artsaque, líder do Partido Democrático de Artsaque

## Conduta
140 observadores internacionais de 38 países foram registrados na Comissão Central de Eleições para acompanhar a eleição. Na época da eleição, a fronteira de Artsaque com a Armênia estava fechada para viagens não essenciais devido à pandemia de coronavírus. No entanto, os observadores internacionais receberam uma exceção desde que primeiro testem negativo para COVID-19.
Vários membros do Congresso dos Estados Unidos anunciaram que seus funcionários de escritório e conselheiros seniores visitariam Artsaque para observar as eleições. O deputado Frank Pallone afirmou que "Queremos destacar que a democracia funciona em Artsaque e está de acordo com todos os padrões da sociedade livre".
Antes do segundo turno das eleições presidenciais, cerca de 200 manifestantes tomaram as ruas de Estepanaquerte alegando fraude nas eleições realizadas em 31 de março. Os manifestantes pediram a anulação dos resultados das eleições, e exigiram a renúncia incondicional do presidente Bako Sahakyan, chefe de polícia Levon Mnatsakanyan e secretário do Conselho de Segurança Arshavir Gharamyan, bem como novas eleições.

## Resultados
O candidato presidencial Arayik Harutyunyan ficou em primeiro lugar no primeiro turno das eleições presidenciais. Um segundo turno entre ele e o atual ministro das Relações Exteriores, Masis Mayilyan, foi realizado em 14 de abril de 2020. Masis Mayilyan fez um anúncio antes do segundo turno instando o povo de Artsaque a não participar do segundo turno das eleições, a fim de evitar a disseminação do COVID-19. Como resultado, a maioria dos eleitores maias do primeiro turno não votou, e a participação no segundo turno diminuiu em quase 30%. No entanto, a maioria dos eleitores de Harutyunyan retornou às urnas para o segundo turno, apesar do apelo para evitar a disseminação do COVID-19, dando-lhe uma ampla margem de vitória no segundo turno.
| Candidato                            | Partido                              | Primeiro turno | Primeiro turno | Segundo turno | Segundo turno |
| Candidato                            | Partido                              | Votos          | %              | Votos         | %             |
| ------------------------------------ | ------------------------------------ | -------------- | -------------- | ------------- | ------------- |
| Arayik Harutyunyan                   | Aliança Pátria Livre - UCA           | 36,076         | 49.17          | 39,860        | 88.01         |
| Masis Mayilyan                       | Independente                         | 19,360         | 26.39          | 5,428         | 11.99         |
| Vitaly Balasanyan                    | Justiça                              | 10,855         | 14.79          |               |               |
| David Ishkhanyan                     | Federação Revolucionária Armênia     | 1,873          | 2.55           |               |               |
| Ashot Ghulian                        | Partido Democrático de Artsakh       | 1,683          | 2.29           |               |               |
| Hayk Khanumyan                       | Renascimento Nacional                | 962            | 1.31           |               |               |
| Vahan Badasyan                       | Partido Unido da Armênia             | 743            | 1.01           |               |               |
| David Babayan                        | Partido Conservador de Artsakh       | 587            | 0.80           |               |               |
| Ruslan Israelyan                     | Geração do Partido da Independência  | 371            | 0.51           |               |               |
| Christine Balayan                    | Independente                         | 202            | 0.28           |               |               |
| Ashot Dadayan                        | Independente                         | 198            | 0.27           |               |               |
| Bella Lalayan                        | Independente                         | 162            | 0.22           |               |               |
| Sergey Amiryan                       | Independente                         | 160            | 0.22           |               |               |
| Melsik Poghosyan                     | Independente                         | 141            | 0.19           |               |               |
| Total                                | Total                                | 73,373         | 100.00         | 45,288        | 100.00        |
|                                      |                                      |                |                |               |               |
| Votos válidos                        | Votos válidos                        | 73,373         | 96.55          | 45,288        | 96.02         |
| Votos inválidos/em branco            | Votos inválidos/em branco            | 2,622          | 3.45           | 1,876         | 3.98          |
| Total de votos                       | Total de votos                       | 75,995         | 100.00         | 47,164        | 100.00        |
| Eleitores registrados/comparecimento | Eleitores registrados/comparecimento | 104,866        | 72.47          | 104,777       | 45.01         |
| Fonte: CEC, CEC                      |                                      |                |                |               |               |

## Reação internacional
A União Europeia, a Organização para a Cooperação Islâmica, a Organização GUAM para a Democracia e o Desenvolvimento Econômico, o Conselho de Cooperação dos Estados de Língua Turca, vários governos e embaixadas de vários países da Turquia ou do Azerbaijão anunciaram que não reconheceram a eleição.
O presidente armênio Armen Sarkissian e o primeiro-ministro Nikol Pashinyan parabenizaram o povo de Artsaque por ocasião das eleições.